# Bob Gardner (Fußballspieler)
Robert „Bob“ Gardner (* 31. Mai 1847 in Glasgow; † 28. Februar 1887 in South Queensferry) war ein schottischer Fußballspieler, -schiedsrichter und -funktionär. Er gilt als eine wichtige Person in der schottischen Fußballgeschichte. So war er unter anderem Initiator des ersten offiziellen Länderspiels im Jahr 1872 zwischen Schottland und England. Einer seiner Briefe aus dem Jahr 1868 ist das älteste erhaltene Dokument zum Vereinsfußball. Er war auch der erste Torhüter, der eine internationale Mannschaft als Kapitän vertrat, und gilt als einer der besten Torhüter des 19. Jahrhunderts.

## Karriere und Leben
Robert Gardner wurde im Jahr 1847 in Glasgow geboren. Er heiratete Mary Arrol, die Cousine des Bauingenieurs und Politikers William Arrol, dessen Unternehmen Sir William Arrol & Company durch den Bau einiger der bekanntesten Brücken weltweit bekannt wurde. Gardner war ein guter Freund von David Wotherspoon, der auch sein Trauzeuge war. Mit seiner Ehefrau hatte Gardner drei Söhne.
Gardner war eines der ursprünglichen Mitglieder des FC Queen’s Park, der am 9. Juli 1867 gegründet wurde und der älteste Verein Schottlands ist. Bis zum Jahr 1874 war er für den FC Queen’s Park aktiv, bevor er sich dem FC Clydesdale aus dem Süden Glasgows anschloss. Mit Clydesdale verlor Gardner, nach seinem Vereinswechsel im März 1874, das erste schottische Pokalfinale gegen seinen alten Verein. Er spielte zu Beginn seiner Fußballlaufbahn als Stürmer, ehe er Torhüter wurde.
Gardner war maßgeblich an der Organisation des ersten offiziellen internationalen Fußballspiels zwischen Schottland und  England im Jahr 1872 beteiligt, das von vielen als „das wichtigste Spiel in der Fußballgeschichte“ bezeichnet wird. Es wurde am 30. November 1872 auf dem Hamilton Crescent im heutigen Glasgower Stadtteil Partick ausgetragen. Das Spiel, welches rund 3.000 Zuschauer sahen, endete mit 0:0. Die schottische Mannschaft bestand ausschließlich aus Spielern des FC Queen’s Park. In der zweiten Halbzeit wechselte Gardner auf die Position des Stürmers, im Gegenzug ging Robert „Bob“ Smith ins Tor. 1878 absolvierte er sein fünftes und letztes Spiel im Trikot von Schottland bei einem 7:2-Sieg gegen England.
Ab März 1876 war Gardner Mitglied der Scottish FA, deren Präsident er von 1877 bis 1878 war. Außerdem war er im Jahr 1878 Schiedsrichter im schottischen Pokalfinale zwischen dem FC Vale of Leven und Third Lanark.
Gardner starb 1887 im Alter von 39 Jahren an Tuberkulose. Zu diesem Zeitpunkt arbeitete er für das Unternehmen von William Arrol am Bau der Forth Bridge in South Queensferry.